# Amtsgericht Gostyn
Das Amtsgericht Gostyn war ein preußisches Amtsgericht mit Sitz in Gostyn (Provinz Posen).

## Geschichte
Das königlich preußische Amtsgericht Gostyn wurde mit Wirkung zum 1. Oktober 1879 als eines von sieben Amtsgerichten im Bezirk des Landgerichtes Lissa im Bezirk des Oberlandesgerichtes Posen gebildet. Der Sitz des Gerichtes war Gostyn. Sein Gerichtsbezirk umfasste aus dem Kreis Kröben die Stadtbezirke Gostyn, Kröben und Sandberg, den Polizeidistrikt Gostyn, den Polizeidistrikt Kröben ohne eine Reihe von im Gesetz genannten Gemeindebezirken und die Gemeindebezirke Boncyklas und Czarkowo aus dem Polizeidistrikt Bojanowo. Am Gericht bestanden 1880 zwei Richterstellen. Das Amtsgericht war damit ein mittelgroßes Amtsgericht im Landgerichtsbezirk. Der Amtsgerichtsbezirk kam aufgrund des Versailler Vertrages 1919 zu Polen, und das Amtsgericht stellte seine Arbeit ein. An seine Stelle trat das polnische Sąd Powiatowy w Gostyniu. Im Jahre 1939 wurde Polen deutsch besetzt. Im Rahmen der Neuorganisation der Gerichte in Ostdeutschland und im ehemaligen Polen wurden das Amtsgericht Gostyn neu gebildet und erneut dem Landgericht Lissa zugeordnet.
Im Jahre 1945 wurde der Amtsgerichtsbezirk unter polnische Verwaltung gestellt, und die deutschen Einwohner wurden vertrieben. Damit endete auch die Geschichte des Amtsgerichtes Gostyn.